# La Vendetta (serie de televisión)
La Vendetta es una serie de televisión filipina transmitida por GMA Network en 2007. Está protagonizada por Jean Garcia, Jennylyn Mercado y Sunshine Dizon.

## Elenco

### Elenco principal
- Sunshine Dizon como Eloisa Salumbides-Cardinale.
- Jean Garcia como Amanda Cardinale.
- Jennylyn Mercado como Almira Cardinale.

### Elenco secundario
- Dante Rivero como Edwin Cardinale.
- Caridad Sanchez como Nana Mildred.
- Lotlot de Leon como Rodora Alhambra.
- Rustom Padilla como Alfie Camba.
- Paolo Contis como Junjun Sabino.
- Angelica Jones como Gerta Lamismis.
- Wendell Ramos como Rigo Bayani.
- Chynna Ortaleza como Joanna Alumpihit.
- Luis Alandy como Ariel Guevarra.
- Polo Ravales como Gabby Trajano.
- Ynna Asistio como Alex Cardinale.
- Joseph Marco como Santi Domingo.
- Ella Guevara como Jessie Cardinale.
- Snooky Serna como Janet Salumbides.
- Mark Herras como Galo Alumpihit.